# 前进镇 (嫩江市)
前进镇，是中华人民共和国黑龙江省黑河市嫩江市下辖的一个乡镇级行政单位。

## 行政区划
前进镇下辖以下地区：
前进村、文质村、联合村、繁荣村、新华村、祯祥村、保胜村、永胜村、吉祥村、利民村、东升村、青石村和中原村。